# Филипп, Жан-Адриан
Жан Адриан Филипп (16 апреля 1815, La Bazoche-Gouet — 5 января 1894, Женева) — французский бизнесмен, был часовым мастером и соучредителем часовой компании Patek Philippe & Co. из Женевы, Швейцария. 
В 1842 году Адриан Филипп изобрел механизм для часов, который позволял заводить и настраивать часы с помощью заводной головки, а не ключа. Его запатентованное изобретение принесло ему бронзовую медаль на Французской промышленной выставке 1844 года (Всемирная выставка). На выставке Адриен Филипп впервые встретился с Антони Патеком, а год спустя стал главным часовщиком Patek & Co. в Женеве в соответствии с соглашением, которое давало ему право на треть всей прибыли компании. Адриен Филипп оказался очень способным в своем ремесле и новатором в продуктах, ценность которого для фирмы была такова, что к 1851 году он стал полноправным партнером, и фирма начала работать как Patek Philippe & Co. В 1863 году он опубликовал книгу в Женеве и Париже о работе карманных часов Les montres sans clef («Часы без ключа»).
Его партнер Антони Патек умер в 1877 году, а в 1891 году 76-летний Адриан Филипп передал повседневное управление бизнесом своему сыну Жозефу Эмилю Филиппу и Франсуа Антуану Конти. 
Жан Адриан Филипп умер в 1894 году и был похоронен на кладбище Сен-Жорж в Женеве.